# Christopher Vang
Christopher Gabriel Vang, född 25 januari 1988, är en brittisk-svensk vattenpolospelare. 
Vang är fostrad i Linköpings Allmänna Simsällskap, senare Linköpings Simidrottsförening och har varit professionell vattenpolospelare i över tio år. Han blev proffs i Serbien när han var 19 år och blev kvar i fem år. Två år i Belgrad, ett år i Zrenjanin, ett år i Novi Sad ett år i Australien. Utöver det har han spelat i Slovakien, Tyskland, Malta och Australien och Gouda. I Australien blev han även bästa målskytt i Western Australia state league. Han har säsongen 2017/2018 spelat i Toronto och USA i två separata ligor. 
Vang studerar ekonomi på Linköpings universitet på distansutbildning. 
Vang har en engelsk mor och har spelat EM-kval för Storbritannien.